# Farbtiefe (Farbmittel)
Farbtiefe ist ein Maß für die Intensität einer Farbwahrnehmung, die mit steigender Sättigung zunimmt und im Allgemeinen mit steigender Helligkeit abnimmt.

## Grundlagen

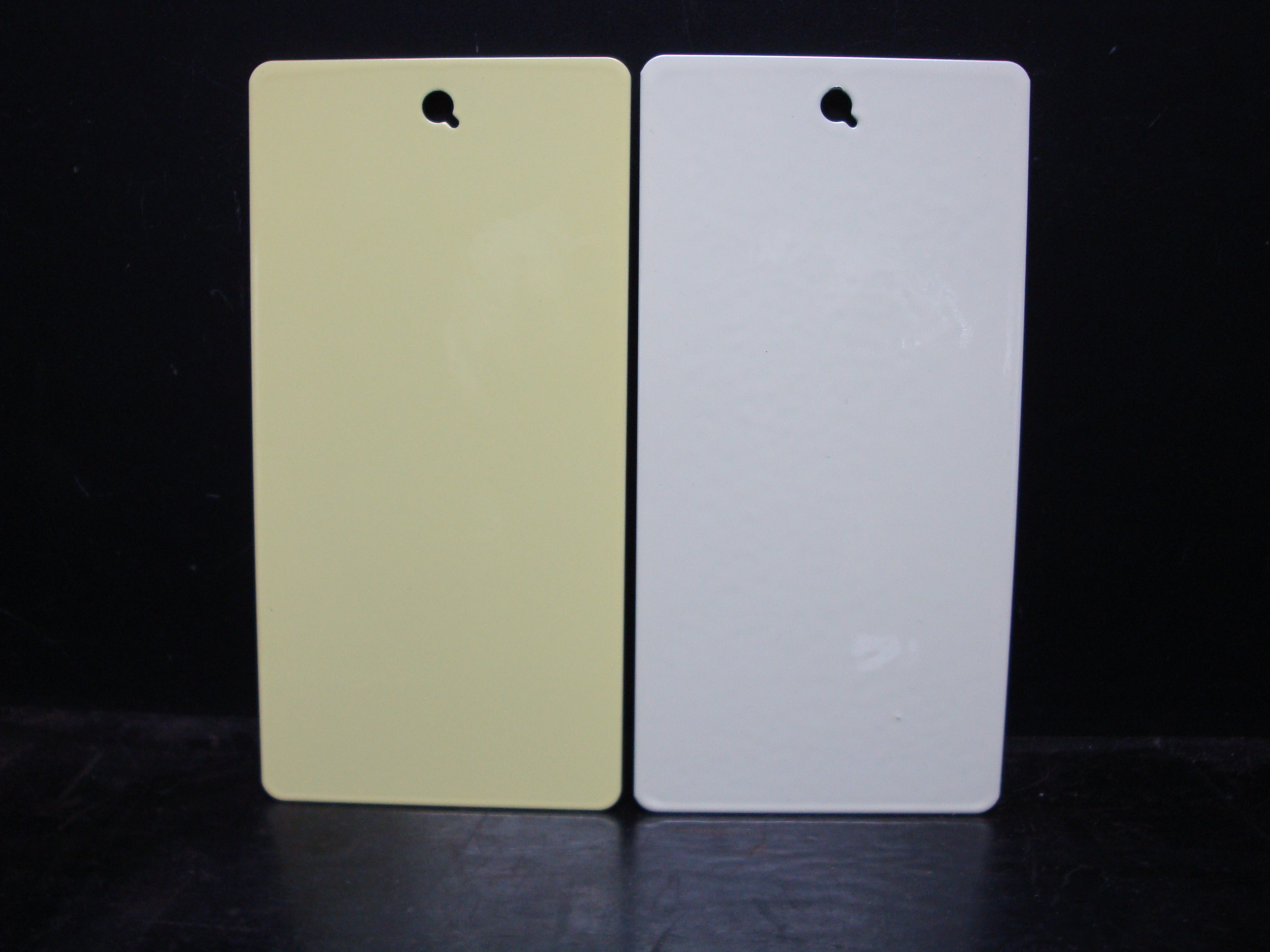
Bismutvanadat (links) und Nickeltitangelb, identische Pigmentkonzentration

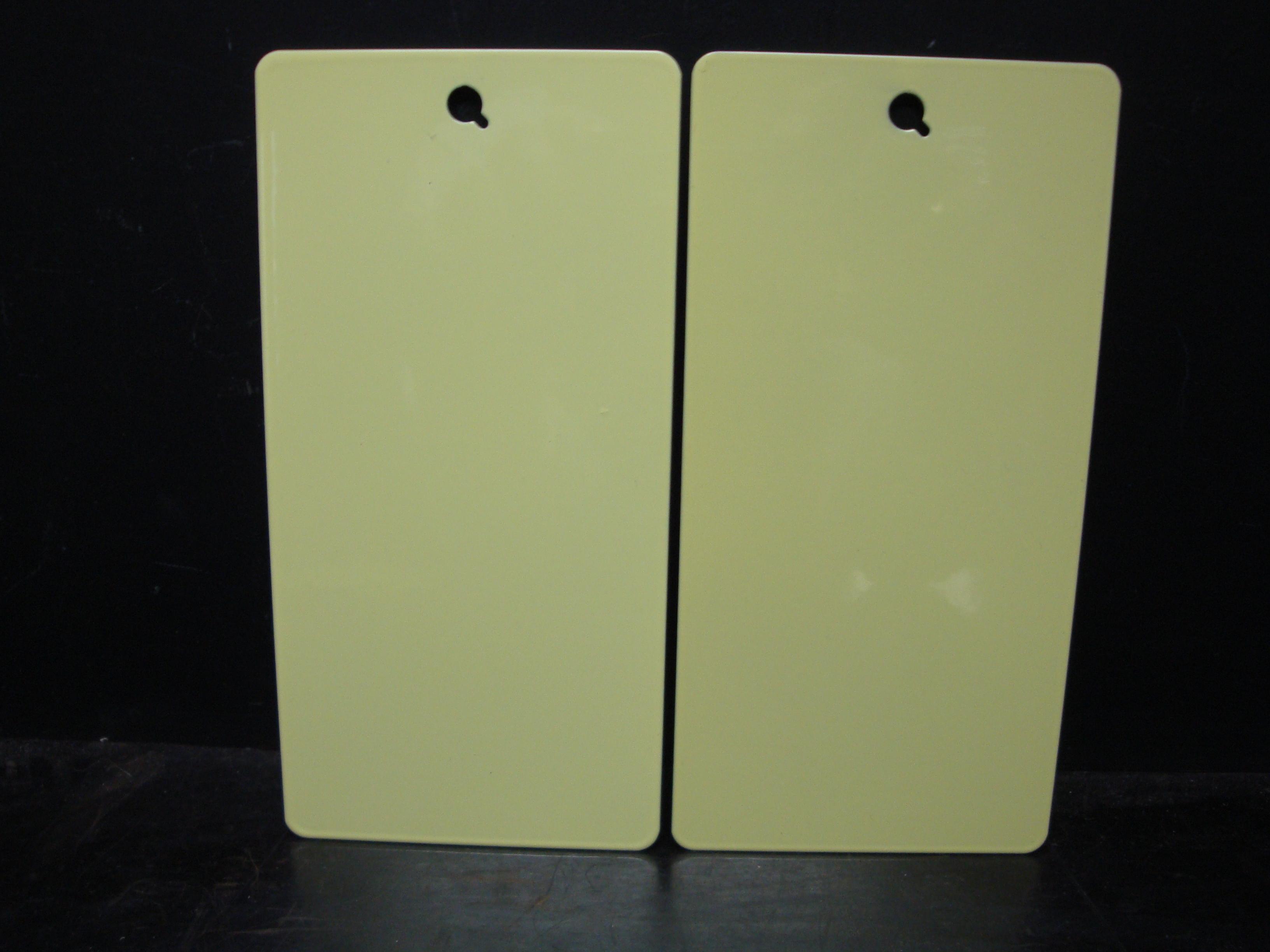
Bismutvanadat und Nickeltitangelb, gleiche Farbtiefe

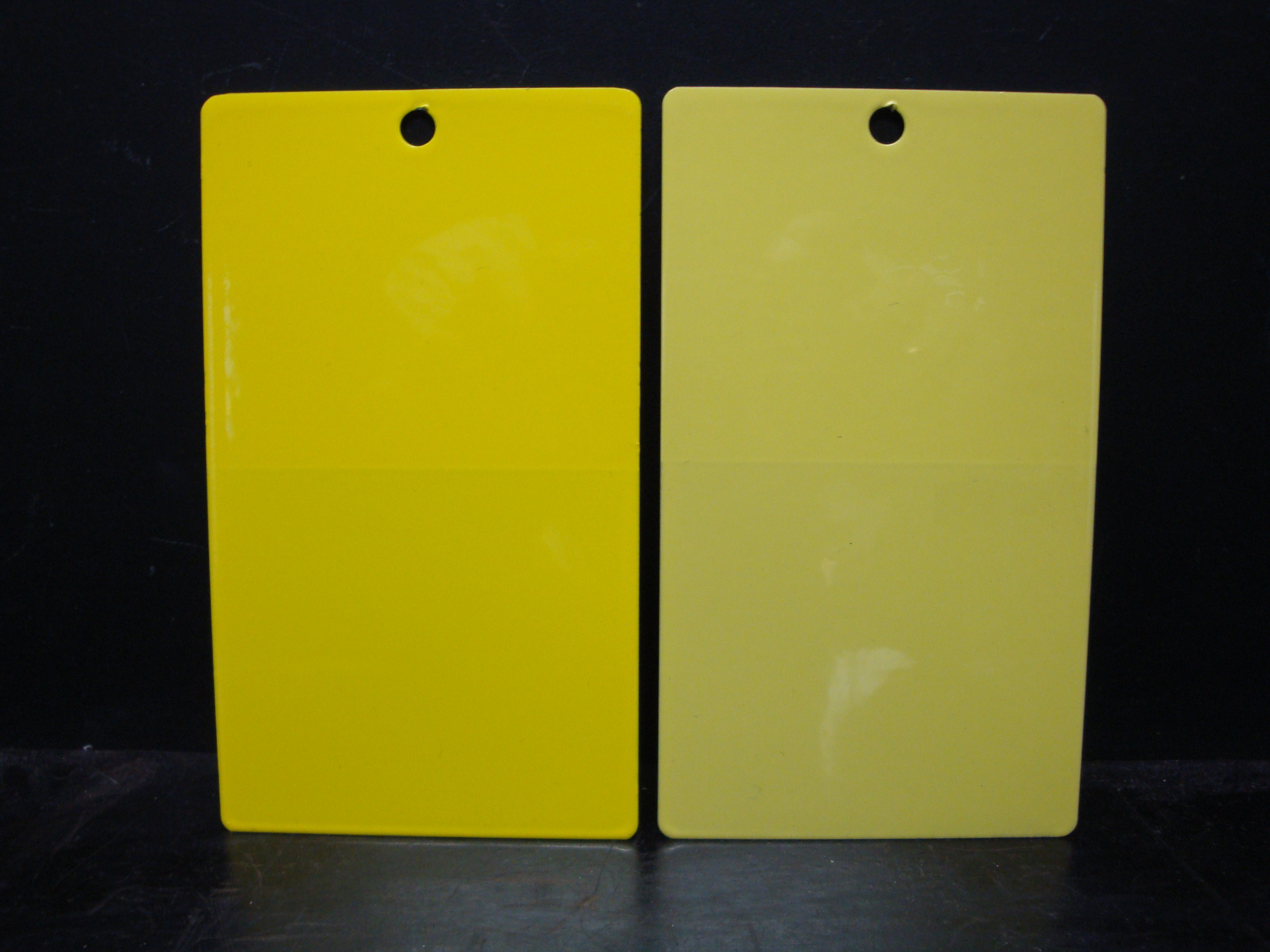
Bismutvanadat (links) und Nickeltitangelb, Vollton (ohne Titandioxid)

### Definition
Ausfärbungen zweier Farbmittel sehen bei gleicher Farbtiefe so aus, als wären die zugrundeliegenden Pigmente bzw. Farbstoffe in derselben Konzentration eingesetzt worden. In Wirklichkeit können sich aber die Farbstärken unterscheiden, so dass eine unterschiedliche Konzentration notwendig ist, um dieselbe Farbtiefe zu erreichen.
Die folgende Tabelle macht diesen Unterschied deutlich:
| Beispiel              | Konzentration Pigment 1 | Darstellung | Konzentration Pigment 2 | Darstellung |
| --------------------- | ----------------------- | ----------- | ----------------------- | ----------- |
| Gleiche Konzentration | 1 %                     |             | 1 %                     |             |
| Gleiche Farbtiefe     | 1 %                     |             | 2 %                     |             |

Erklärung: Pigment 2 besitzt nur die halbe Farbstärke im Vergleich zu Pigment 1 (erste Zeile). Durch Verdoppelung der Konzentration kann aber die gleiche Farbtiefe erreicht werden (zweite Zeile).

### Einstellung
Deckende Ausfärbungen des zu prüfenden Farbmittels in Kombination mit einem Weißpigment werden durch Anpassung der Konzentration des Buntpigments auf die gewünschte Farbtiefe eingestellt.
Die zum Erreichen einer bestimmten Farbtiefe notwendige Pigmentkonzentration hängt daher vom verwendeten Lacksystem ab.
Gleiche Farbtiefen sind zum visuellen Vergleich von Pigmenten zwingend notwendig; ansonsten kann der Einfluss der Farbstärke nicht ausgeschaltet werden, wodurch Fehler bei der Bewertung entstehen können. Insbesondere bei der Einstellung von Produkten während der Pigmentproduktion ist ein solcher Farbstärkeangleich wichtig.

### Darstellung im Farbraum
Umgerechnet auf die Koordinaten des CIE-L*a*b*-Farbraums stellen Proben gleicher Farbtiefe annähernd die Mantelfläche eines nach oben geöffneten Kegels dar. Dies bedeutet, dass folgende Zusammenhänge zwingend sind:
- Für die Helligkeit L* existiert eine Untergrenze, die der theoretischen Einstellung von Idealschwarz auf Standardfarbtiefe (s. u.) entspricht. Daher existieren keine auf die jeweilige Farbtiefe eingestellten Ausfärbungen mit geringerer Helligkeit.
- Bei gleichem Farbtonwinkel sind hellere Ausfärbungen der gleichen Farbtiefe gleichzeitig auch farbtonreiner als dunklere Ausfärbungen.

### Farbörter realer Pigmente
Pigmente im Grün-, Blau- und Violett-Bereich absorbieren insgesamt einen größeren Teil des sichtbaren Spektrums und erscheinen daher prinzipiell dunkler als Gelb-, Orange- und Rot-Pigmente. Auf Standardfarbtiefe eingestellt, ergeben diese also auch vergleichsweise trübere Farbtöne.
Anorganische Pigmente sind zumeist trüber als organische Pigmente. Ausfärbungen mit Standardfarbtiefe sind daher gleichzeitig dunkler.
Eine Ausnahme stellen die Farbtonbereiche Braun und Rubin dar: hier sind reine und gleichzeitig dunkle organische Pigmente gefragt. Diese erscheinen ebenso tendenziell trüber und dunkler als die klassischen hellen und reinen Pigmente.

## Standardfarbtiefe

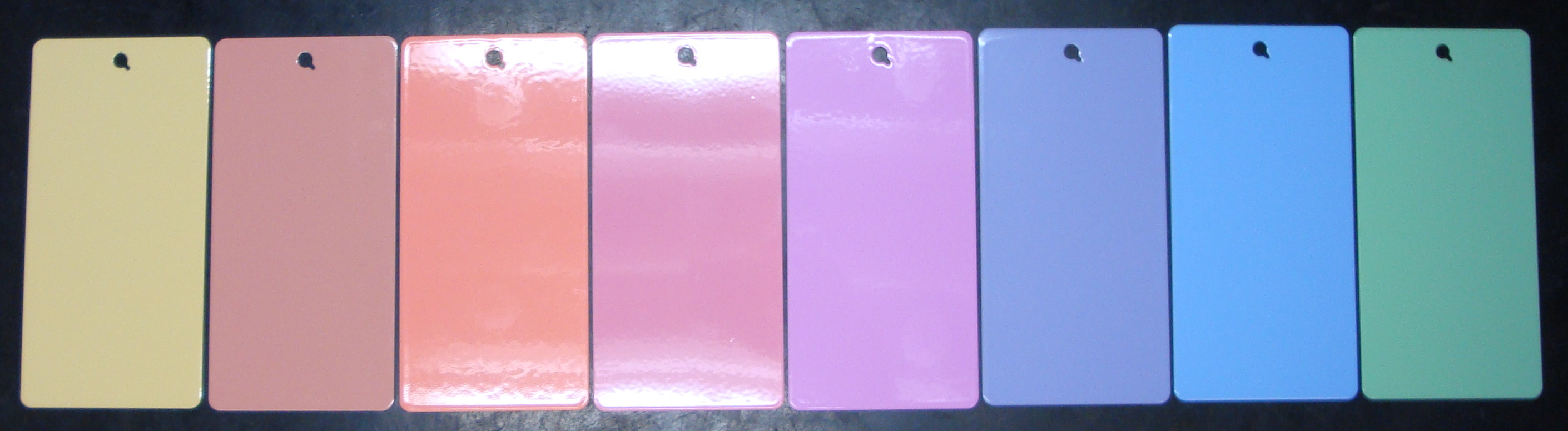
Proben bei 1/25 Standardfarbtiefe

### Geschichte
Normativ wurden verschiedene Standardfarbtiefen festgelegt. Anfangs wurden dazu visuell von Koloristen eingestellte Referenzausfärbungen verwendet. Auch die Einstellung fand zu dieser Zeit ausschließlich visuell statt.
In der Zwischenzeit wurden diese zunächst durch Wertetabellen ersetzt. Nach DIN stehen winkelabhängig bis zu dreizehn verschiedene Formeln für eine Kombination Standardfarbtiefe/Lichtart zur Verfügung.

### Berechnung
Prinzipiell wird dabei jedem Farbtonwinkel h im CIE XYZ-Farbraum ein Punkt mit definiertem Farbabstand zum Weißpunkt (auch: Unbuntpunkt) zugeordnet. Dieser Abstand hängt ab von der Helligkeit Y in diesem Farbraum, der zu erreichenden Standardfarbtiefe und der verwendeten Lichtart. Bei der Einstellung auf Standardfarbtiefe wird der Farbabstand (hier: B) zu dem wie vor definierten Punkt mit gleichem Farbtonwinkel berechnet. Wenn dieser gleich Null (in der Praxis: nahe Null) wird, gilt die Standardfarbtiefe als erreicht.
Heutzutage sind diese Formeln meist in der Farbmetriksoftware hinterlegt, so dass die Einstellung auf Standardfarbtiefe auf einfache Art und Weise vorgenommen werden kann.

### Wichtige Standardfarbtiefen
Die wichtigsten festgelegten Standardfarbtiefen sind in der Tabelle dargestellt.
| Standardfarbtiefe (ST) | Beschreibung                                                                 |
| ---------------------- | ---------------------------------------------------------------------------- |
| 1/1                    | Volltonnah                                                                   |
| 1/3                    | Tiefton, in älteren Musterkarten auch als Farbtiefe I bezeichnet             |
| 1/9                    | Tiefton                                                                      |
| 1/25                   | Leichte Aufhellung, in älteren Musterkarten auch als Farbtiefe II bezeichnet |
| 1/100                  | Aufhellung                                                                   |
| 1/200                  | Starke Aufhellung, in älteren Musterkarten auch als Farbtiefe III bezeichnet |

Je nach Anwendungszweck sind unterschiedliche Farbtiefen von Bedeutung:
- für Automobil- und Industrielacke sind traditionell eher tiefere Töne relevant
- für Bautenfarben haben eher die starken Weißaufhellungen (Pastelltöne) Bedeutung.

In Pigmentmusterkarten findet man daher meist 1/3 ST und 1/25 ST sowie eine Volltonausfärbung. Letztere wird ohne Zusatz von Weißpigment hergestellt und entspricht daher keiner festgelegten Standardfarbtiefe.